# Cytochroom-c-oxidase

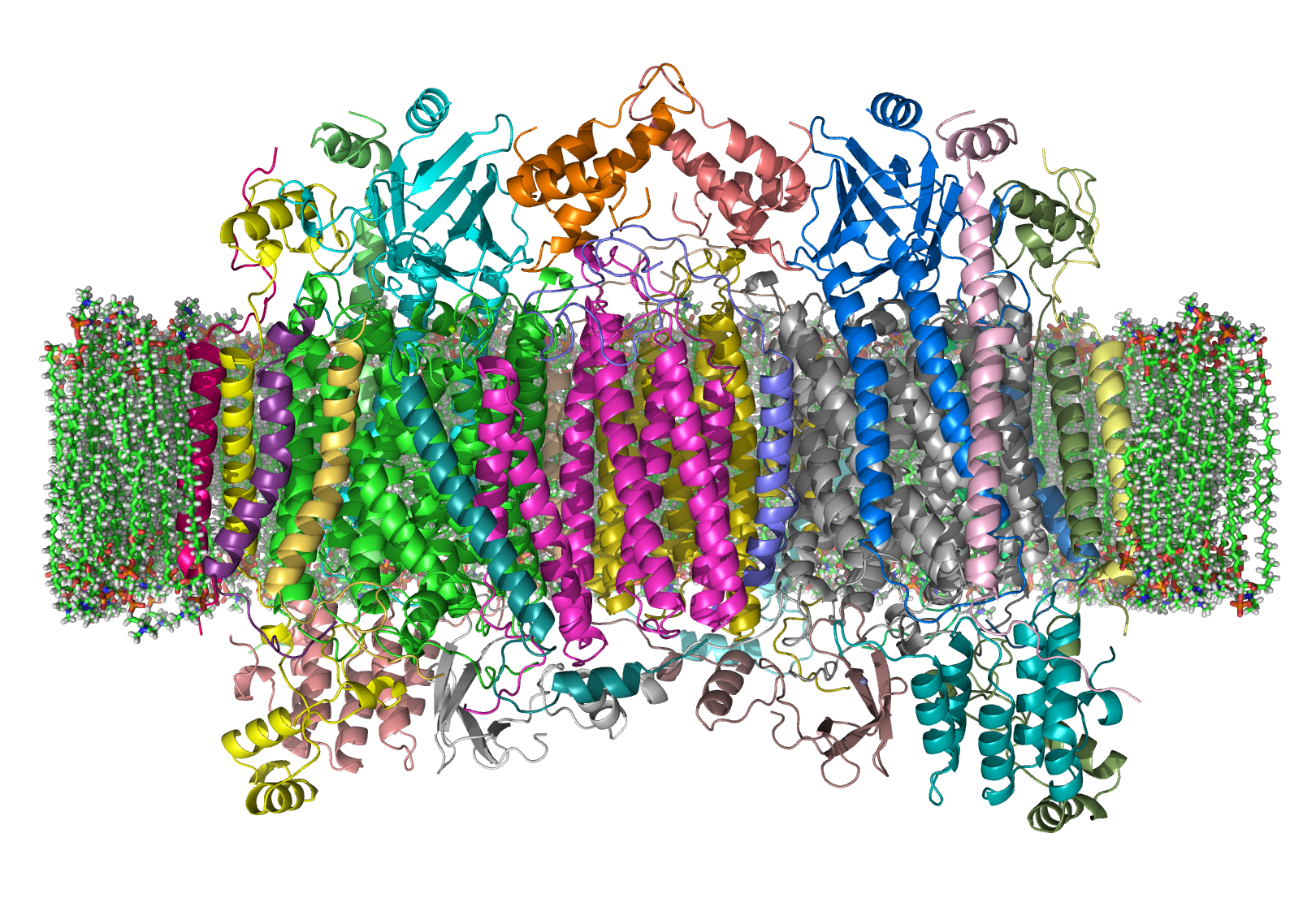
Cytochroom-c-oxidase

Het enzym cytochroom-c-oxidase, cytochroom oxidase, cytochroom A3 of complex IV van de oxidatieve fosforylering (ademhalingsketen) oxideert vier moleculen cytochroom c en reduceert één molecuul zuurstof waarbij twee moleculen water gevormd worden. Cytochroom-c-oxidase heeft een massa van 160 kDa en bestaat uit 14 subunits. Het is het laatste enzym van de elektronoverdracht-keten in de binnenste membraan van mitochondriën.

## Bouw bij zoogdieren
Het cytochroom-c-oxidase bij zoogdieren bestaat uit 14 onderdelen, de onderdelen I, II en III zijn mitochondriaal en de onderdelen IV–XIII worden door de celkern gecodeerd. Het onderdeel I heeft de drie redoxactieve metaalcentra heem a, heem a3 en CuB. Heem a3 en CuB vormen samen het katalytisch actieve centrum, waaraan het zuurstof wordt gebonden en door reductie in water wordt omgezet. Het onderdeel II heeft het redoxactieve metaalcentrum CuA, dat de elektronen van cytochroom c opneemt en vervolgens in heem a en verder in heem a3 omgezet wordt.

### De mens
Het cytochroom-c-oxidase bij mensen is als volgt:

| Aantal | Gen-aanduiding | UniProt | Grootte (aa) | OMIM   | Commentaar                                                                  |
| ------ | -------------- | ------- | ------------ | ------ | --------------------------------------------------------------------------- |
| 1      | MT-CO1         | P00395  | 513          | 516030 | Katalytisch onderdeel; heem, Cu2+; Membraandomeinen; pathologische mutaties |
| 1      | MT-CO2         | P00403  | 227          | 516040 | Cu2+; Membraandomeinen; pathologische mutaties                              |
| 1      | MT-CO3         | P00414  | 261          | 516050 | Membraandomeinen; pathologische mutaties                                    |
| 1      | COX4I1         | P13073  | 169          | 123864 |                                                                             |
| 1      | COX5A          | P20674  | 150          | 603773 | Heem A                                                                      |
| 1      | COX5B          | P10606  | 98           | 123866 | Zn2+                                                                        |
| 1      | COX6A1         | P12074  | 85           | 602072 |                                                                             |
| 1      | COX6B1         | P14854  | 85           | 124089 | Pathologische mutaties                                                      |
| 1      | COX6C1         | P09669  | 74           | 124090 | Membraandomein                                                              |
| 1      | COX7A2L        | O14458  | 59           | 605771 |                                                                             |
| 1      | COX7B          | P24311  | 56           | 603792 | Membraandomein                                                              |
| 1      | COX7C          | P15954  | 47           | 603774 | Membraandomein                                                              |
| 1      | COX8A          | P10176  | 44           | 123870 | Membraandomein                                                              |

MT-CO=mitochondriaal gecodeerd cytochroome-c-oxidase

COX=Cytochroom-c-oxidase

## Stofwisselingsgen
De MTCO1- MTCO2- en MTCO3-genen die coderen voor de cytochroom-c-oxidase subunits 1, 2 en 3 liggen op het mitochondriaal DNA. Samen vormen deze eiwitten het katalytische centrum van cytochroom-c-oxidase. Het MT-CO1 gen heeft een lengte van 648 basenparen.

## Functie
De functie van het cytochroom-c-oxidase bestaat uit de:
- reductie van zuurstof tot water (biologische knalgasreactie) door de elektronen van cytochroom c en het daaraan gekoppelde
- transport van protonen (protonpomp) door het membraan.

## Gekatalyseerd transport
De reductie van zuurstof tot water vergt vier elektronen. Deze worden door het cytochroom c geleverd aan het Complex IV. Koper- en heem-groepen in het complex vangen 3 van deze elektronen op en geven deze vervolgens aan het zuurstof door. Het vierde elektron wordt door een geconserveerd Tyr244 geleverd. Tyr vormt hiervoor een tyrosine-radicaal (TyrO). Met deze vier elektronen en vier protonen uit de matrix wordt het zuurstof gereduceerd tot water. Tijdens deze reactie worden vier andere protonen van de matrix naar de cristae gepompt. Tussen de cristae, binnenmembranen van de mitochondriën, zit de matrix, een vloeistof. Per reactiecyclus worden dus vier protonen uit de binnenste ruimte van het mitochondrion naar de intermembraanruimte getransporteerd.

Elektronentransport in cytochroom-c-oxidase van de mitochondriale elektronentransportketen

De transportvergelijking is als volgt:
4 Cytc(Fe2+) + O2 + 8 H+binnen → 4 Cytc(Fe3+) + 2 H2O + 4 H+buiten

## Enzymremmers
De volgende stoffen remmen de werking van het enzym:
Cyanide, waterstofsulfide, azide en koolstofmonoxide. Alle stoffen binden aan het cytochroom-c-oxidase hetgeen tot chemische verstikking van de cellen leidt. Methanol in gedenatureerde alcohol wordt omgezet in mierenzuur, dat vervolgens ook als enzymremmer optreedt.

## Histochemie
COX-histochemie wordt gebruikt voor het bij dieren in kaart brengen van metabolisme regio's in de hersenen, daar er een directe relatie is tussen de activiteit van het enzym en die van de zenuwcel. Bij een spontaan gemuteerde muis met een hersenaandoening, zoals de reeler, is dit deel van de hersenen met COX-histochemie in kaart gebracht. Ook is een transgeen model van Alzheimer op deze manier opgesteld. Deze techniek is ook gebruikt voor het in kaart brengen van de plaatsen met leervermogen bij dierlijke hersenen.